# Ла-Э-Фуасьер
Ла-Э-Фуасьер (фр. La Haie-Fouassière) — коммуна на западе Франции, находится в регионе Пеи-де-ла-Луар, департамент Атлантическая Луара, округ Нант, кантон Верту. Расположена в 15 км к юго-востоку от Нанта. Через территорию коммуны проходит национальная автомагистраль N249 и протекает река Севр-Нантез, впадающая в Луару в черте города Нант. В 1 км к северу от центра коммуны расположена железнодорожная станция Ла-Э-Фуасьер линии Нант-Сент.
Население (2017) — 4 659 человек.

## Достопримечательности
- Церковь Успения Богордицы 1849-1851 годов в стиле неоготика
- Шато Рошфор XVIII века
- Шато Брей, Алле и Ла-Ферроньер XIX века

## Экономика
Структура занятости населения:
- сельское хозяйство — 4,1 %
- промышленность — 31,1 %
- строительство — 6,0 %
- торговля, транспорт и сфера услуг — 39,6 %
- государственные и муниципальные службы — 19,2 %

Уровень безработицы (2016 год) — 7,6 % (Франция в целом — 14,1 %, департамент Атлантическая Луара — 11,9 %). 

Среднегодовой доход на 1 человека, евро (2016 год) — 23 355 (Франция в целом — 20 809, департамент Атлантическая Луара — 21 548).

## Демография
Динамика численности населения, чел.

## Администрация
Пост мэра Ла-Э-Фуасьер с 2020 года занимает Венсан Магре (Vincent Magré). На муниципальных выборах 2020 года возглавляемый им левый блок одержал победу в 1-м туре, получив 58,74 % голосов.
| Период | Период | Фамилия        | Партия        | Примечания |
| ------ | ------ | -------------- | ------------- | ---------- |
| 1965   | 1973   | Шарль Жифар    |               |            |
| 1973   | 2001   | Сильвен Вине   | Разные правые |            |
| 2001   | 2020   | Жан-Пьер Буйян | Разные правые | банкир     |
| 2020   |        | Венсан Магре   | Разные левые  |            |

## Города-побратимы
- Лос-Корралес-де-Буэльна, Испания

## Галерея

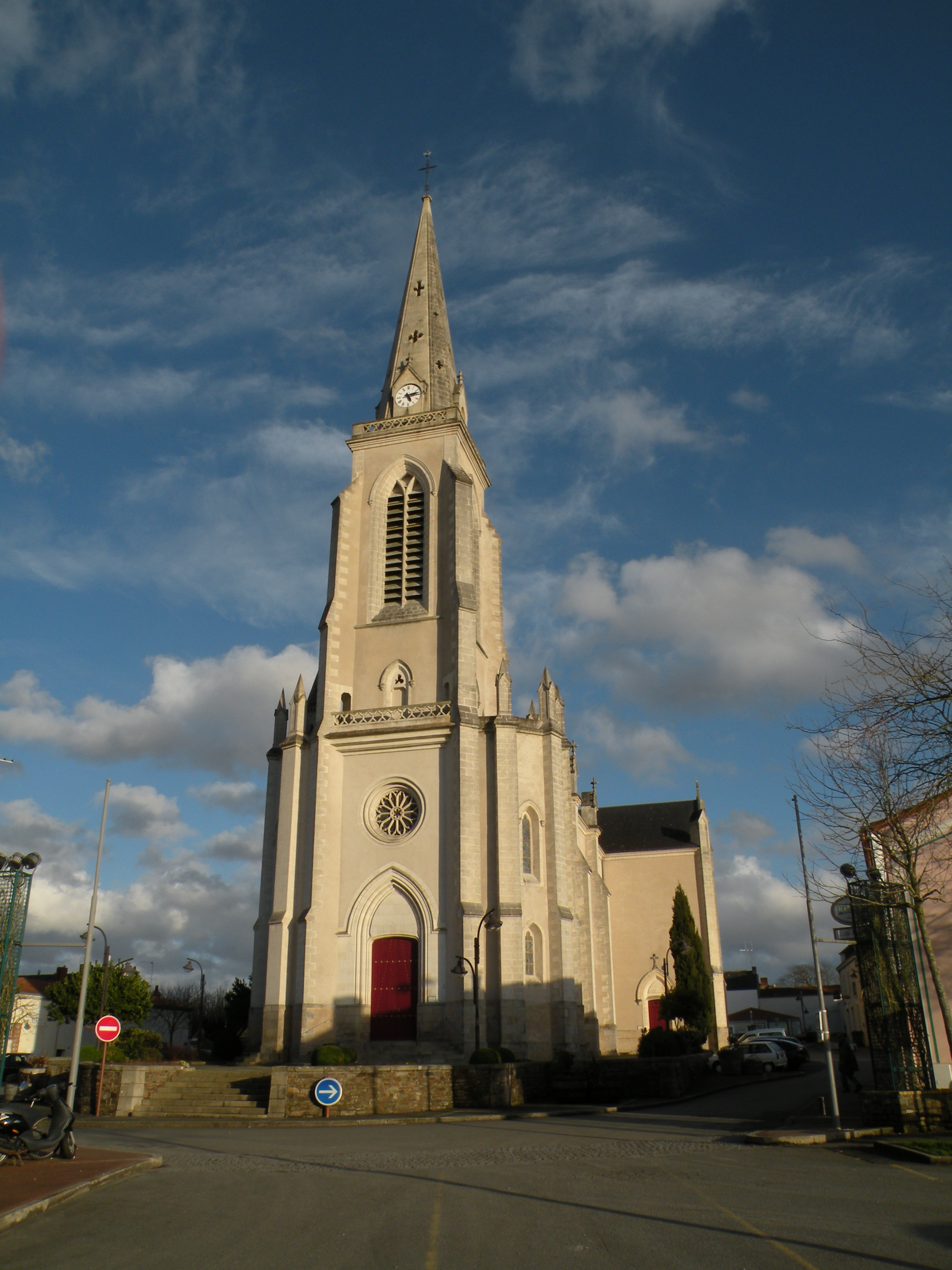
Церковь Успения Богородицы
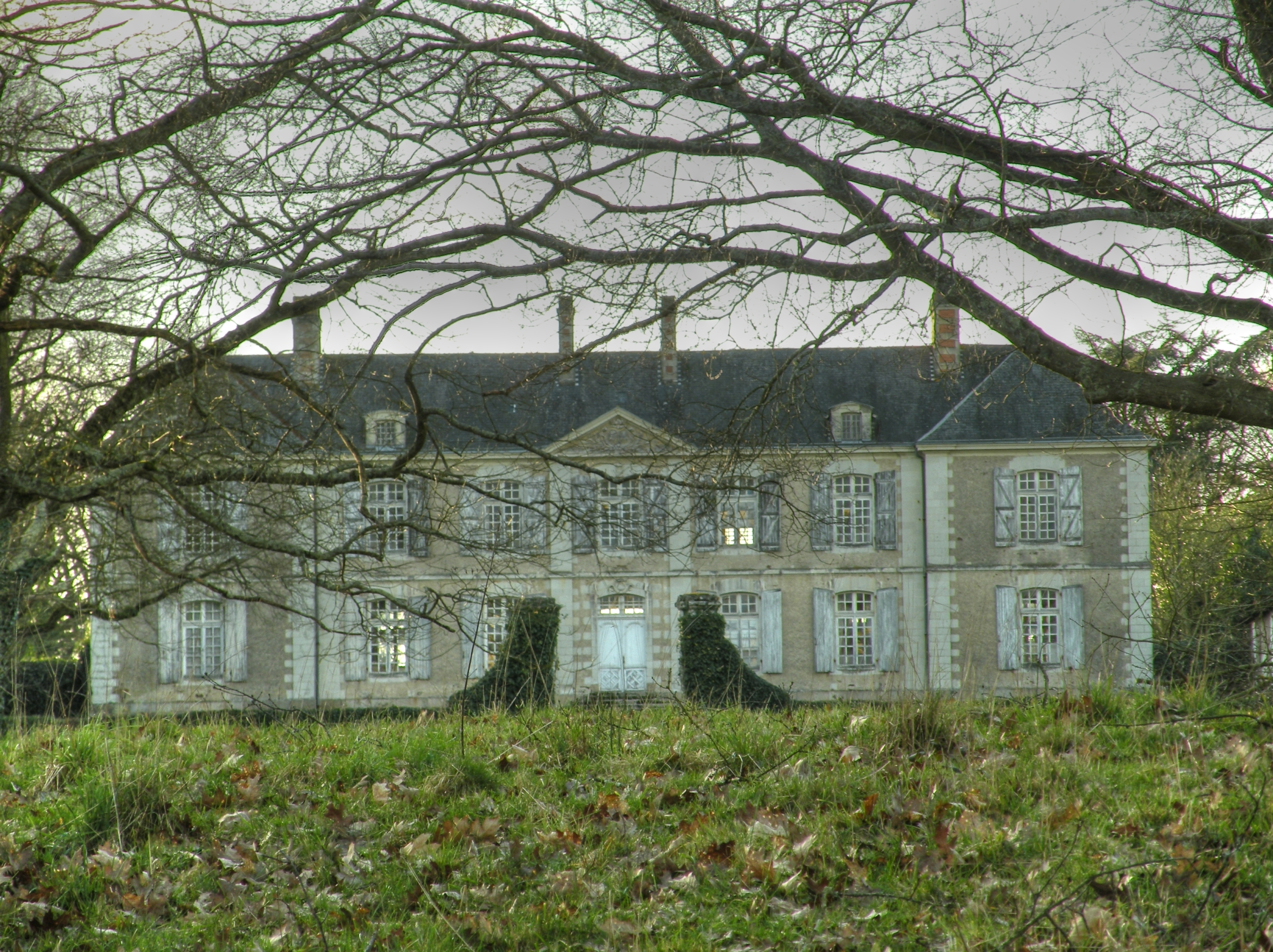
Шато Рошфор
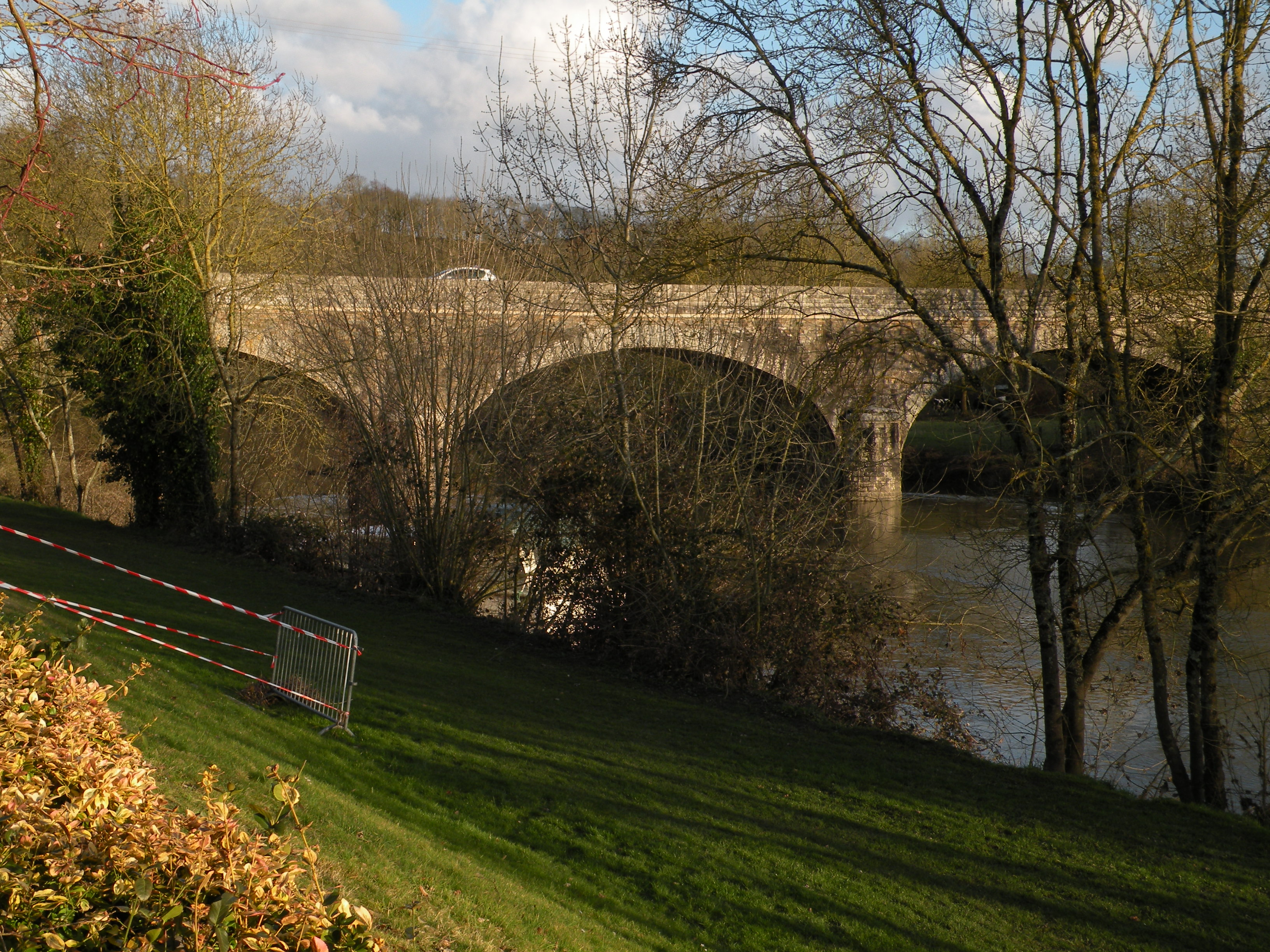
Мост через реку Севр-Нантез